# (3247) Di Martino
(3247) Di Martino (1981 YE) – planetoida z grupy pasa głównego asteroid okrążająca Słońce w ciągu 3,67 lat w średniej odległości 2,38 au. Odkryta 30 grudnia 1981 roku.